# Emilio Cueche
Emilio Cueche (20 de mayo de 1927 - 31 de julio de 2006) fue un beisbolista profesional venezolano. Fue apodado ″El Indio″.

## Biografía
Nacido en Barcelona, Anzoátegui, el derecho Cueche fue uno de los lanzadores más dominantes de la Liga Venezolana de Béisbol Profesional durante la década de 1950.
En realidad, Cueche trató de empezar como campocorto. Aunque Venezuela es conocida por producir torpederos notables, él no estaba destinado a ser uno de ellos. Era bajo, fornido, pero extraordinariamente fuerte y en buena forma. Con 1,68 m, y 73 kilos, Cueche podría no haber tenido el físico de la mayoría de sus contemporáneos, aunque dependía de la tenacidad, los lanzamientos inteligentes y contundentes para establecerse como uno de los lanzadores más confiables de su época.
Además de una animada recta, su repertorio incluía un slider, un knuckler, un cambio y una curva, siendo este último uno de sus lanzamientos más efectivos.
A lo largo de su breve carrera, Cueche estableció varios récords en la LVBP que aún se mantienen intactos. Considerado un caballo de batalla que podía lanzar profundamente en los juegos, también era conocido como un lanzador de fildeo hábil y un bateador competente. Como resultado, Cueche a menudo se usaba como emergente y también jugaba en los jardines debido a sus habilidades defensivas.
Además de su estadía de 12 temporadas en la liga de Venezuela, hizo seis apariciones en la Serie del Caribe y jugó nueve temporadas completas en las Ligas Menores de Béisbol y en las ligas de República Dominicana y México durante el mismo período.

## La vida después del béisbol
Luego de dejar el béisbol, Cueche regresó a Valencia, Carabobo, donde residió el resto de su vida. Nunca tuvo la tentación de reanudar una carrera en ningún aspecto del béisbol, pero aún le gustaba jugar softbol en la liga de la ciudad.
Cueche murió por causas desconocidas en julio de 2006 a la edad de 78 años. Cuatro meses después, fue consagrado en el Museo y Salón de la Fama del Béisbol de Venezuela como parte de su tercera clase.